# Ctenanthe marantifolia
Ctenanthe marantifolia là một loài thực vật có hoa trong họ Marantaceae. Loài này được (Vell.) J.M.A.Braga & H.Gomes mô tả khoa học đầu tiên năm 2007.